# NSGU
NSGU è l'acronimo inglese di Navigation Signal Generation Unit ed indica l'unità responsabile della generazione del segnale di navigazione posta a bordo dei satelliti artificiali della costellazione europea Galileo per il posizionamento globale.
Essa è prodotta dalla LABEN (ora integrata in Thales Alenia Space).
L'NSGU si interfaccia con altre unità del carico utile (payload) e della piattaforma (platform) dei satelliti della serie Galileo, che sono:
- Payload Security Unit (PLSU)
- Frequency Generation and Up-conversion Unit (FGUU)
- Platform Integrated Control and Data Unit (ICDU)
- Payload Remote Terminal Unit (RTU)
- Electrical Power Subsystem (EPS)

Le funzionalità critiche assegnate alla NSGU sono quelle inerenti alla generazione del segnale Galileo che risulta fondamentalmente dalla combinazione di codici Pseudo Random Noise (PRN) e i Mission Data trasmessi da terra (dati per il posizionamento, messaggi di integrità della costellazione e di allarme, etc.).
Il segnale RF così prodotto dalla NSGU in banda base viene poi instradato nella successiva catena di trasmissione composta dall'unità di conversione in banda di trasmissione (FGUU), dall'unità di amplificazione e dal multiplexer di uscita (OMUX) e infine dall'antenna in banda L, che lo irradia all'utenza ricevitrice. 